# Веселовский, Константин Михайлович
Константин Михайлович Веселовский (21 апреля 1974, Москва) — российский футболист, нападающий.

## Биография
Воспитанник футбольной школы московского «Спартака». В 1992—1994 годах выступал за дублирующий состав «красно-белых» во второй и третьей лигах.
В 1995 году перешёл в нижегородский «Локомотив». В его составе дебютировал в высшей лиге 9 августа 1995 года в игре с московским «Торпедо». До конца сезона принял участие в 10 матчах высшей лиги и одной игре Кубка России.
Летом 1996 года перешёл в ставропольское «Динамо», но в основной состав вписаться не смог, проведя только семь неполных матчей в первой лиге. С 1997 года в течение четырёх сезонов играл за «Торпедо-ЗИЛ», вместе с командой поднялся из третьей лиги в первый дивизион, провёл более 100 матчей. В сезоне 2000 года, когда команда завоевала право на выход в высшую лигу, выходил на поле только три раза и по окончании сезона покинул команду.
В конце карьеры более 10 лет выступал в любительском первенстве (КФК/ЛФЛ) за клубы Подмосковья, а затем играл в командах первенства Москвы ЛФЛ (8х8).
Работает детским тренером в структуре московского «Локомотива».